# Klaus Schrodt

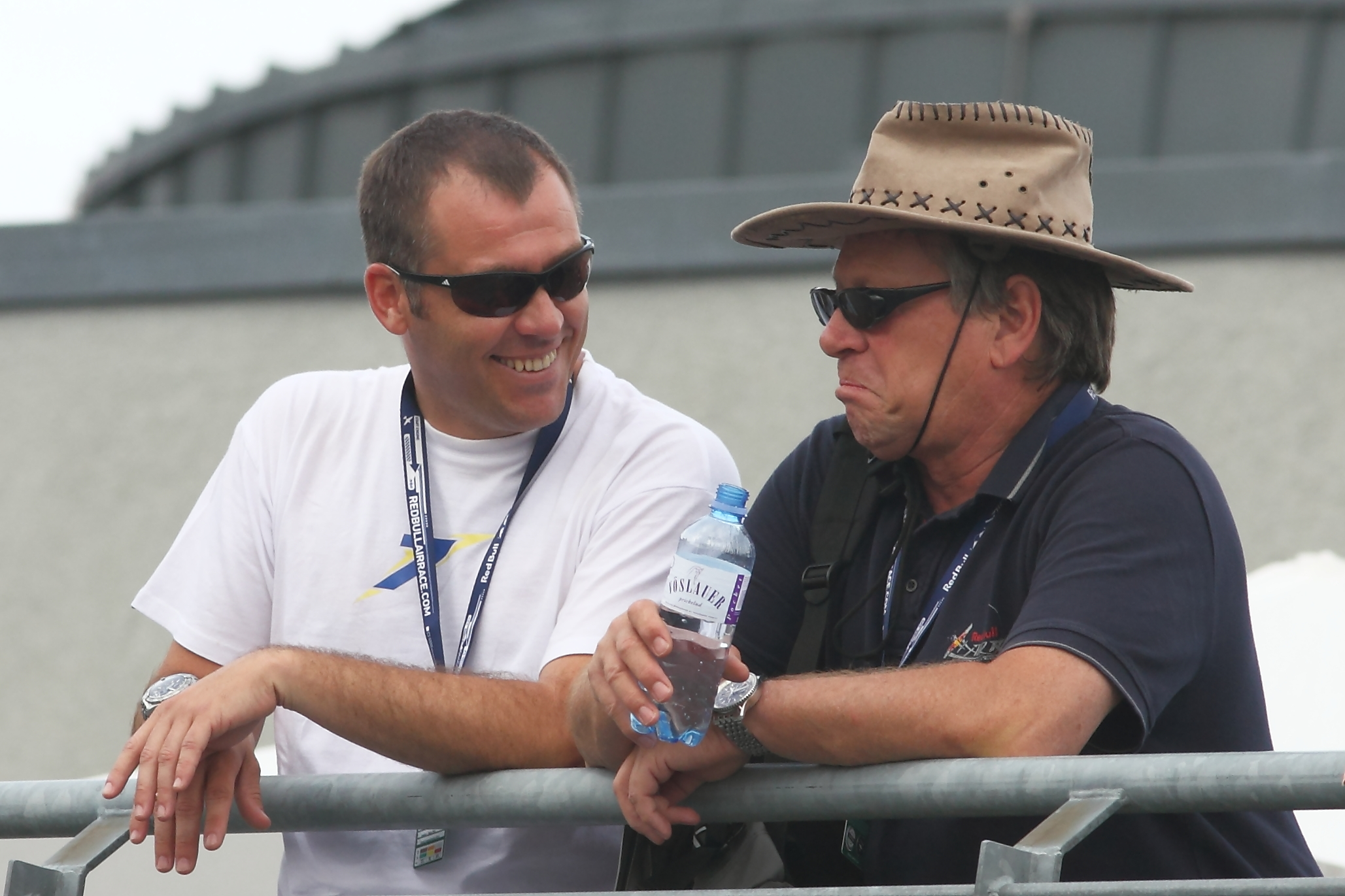
Klaus Schrodt (rechts) mit Adilson Kindlemann, Lausitzring 2010

Klaus Schrodt (* 14. September 1946 in Dieburg) ist ein erfolgreicher deutscher Kunstflieger.
Im Jahre 2001 wurde er Freestyle World Aerobatic Champion, zu seinen Titeln zählen außerdem die FAI World Grand Prix Serie  2002, der fünfmalige Gewinn der Deutschen Meisterschaft und der zweifache Gewinn der Freestyle Europameisterschaft in den Jahren 2002 und 2004. Auch im Jahre 2005 wurde er wieder Weltmeister im Freestyle und belegte den vierten Platz bei der Red Bull Air Race Weltmeisterschaft.
Hauptberuflich war Klaus Schrodt Flugkapitän bei der Deutschen Lufthansa. Im Jahre 2002 schied er im Alter von 56 Jahren aus dem aktiven Dienst aus und war zeitweise als Buschpilot in Afrika tätig, wo er für eine Diamantengesellschaft eine Douglas DC-3 flog. Derzeit ist er für die Daimler AG als Freelancer-Pilot tätig und konzentriert sich ansonsten auf seine Karriere als Kunstflugpilot. Zu Beginn seiner Kunstflugkarriere flog er noch eine knallrote Pitts S2a, einen offenen, zweisitzigen Doppeldecker. Inzwischen vertraut Klaus Schrodt auf die Konstruktionen des ehemaligen Kunstfliegers Walter Extra. So flog er unter anderem diverse Varianten der Extra 230, der Extra 300 und der Extra 330.
Am 7. Dezember 2005 wurde Klaus Schrodt vom Bundesinnenminister das Silberne Lorbeerblatt verliehen.